# Arnaldo Angeli Filho
Arnaldo Angeli Filho, auch bekannt als Angeli, (* 31. August 1956 in São Paulo) ist ein brasilianischer Zeichner und Karikaturist.
Seit 1973 arbeitet er als Karikaturist für die brasilianische Zeitung Folha de São Paulo. 1983 brachte Angeli die Comic-Zeitschrift „Chiclete com Banana“ heraus, die eine Auflage von bis zu 110.000 erreichte. 
Angelis Karikaturen und Comics wurden auch in Frankreich, Italien, Spanien, Argentinien, Deutschland und vor allem in Portugal veröffentlicht.
Angeli arbeitete von 1993 bis 1996 für den brasilianischen Fernsehsender Rede Globo als Redakteur der Kindersendung TV Colosso. 
2004 uns 2012 nahm er an der Festa Literária Internacional de Paraty teil. 2006 wurde sein Zeichentrickfilm Wood & Stock: Sexo, Orégano e Rock’n’Roll mit dem Regisseur Otto Guerra gedreht.

## Publikationen
- República Vou Ver (1983)
- Bob Cuspe e Outros Inúteis (1984)
- Rê Bordosa (1984)
- Rê Bordosa, a Morte da Porraloca (1987)
- Mara Tara e Oliveira Junkie (1990)
- FHC, Biografia Não Autorizada (Nicht autorisierte Biographie) (1995)
- Os Skrotinhos – A Fome e a Vontade de Comer, Sobras Completas

## Sammelbände
- Wood & Stock – Psicodelia e Colesterol
- Sexo é Uma Coisa Suja
- Luke e Tantra
- Os Skrotinhos
- Os Skrotinhos 2
- Rê Bordosa